# Philipp Steiner
Philipp Steiner (* 20. Dezember 1986) ist ein ehemaliger österreichischer Fußballspieler auf der Position eines Abwehrspielers, der zumeist in der Innenverteidigung eingesetzt wurde. Heute ist er unter anderem als Fußballtrainer tätig.

## Spielerkarriere
Steiner begann seine Karriere 1995 beim SC Frauenkirchen im Burgenland. 2001 kam er ans BNZ Burgenland, dem er bis 2005 angehörte. Während seiner dortigen Zeit wechselte er seinen Verein und schloss sich dem USC Wallern an, bei dem er bis zum Ende seiner Zeit am BNZ Burgenland blieb. 2005 wurde er in die erste Mannschaft des SC Neusiedl am See geholt.
Nach nur einer Saison in Neusiedl am See wechselte er 2006 zum Bundesligisten SV Mattersburg, wo er bis 2011 durchwegs in der zweiten Mannschaft (spielend in der Regionalliga Ost, dritthöchste österreichische Spielklasse) aktiv war. 2010 kam Steiner zu seinem Debüt in der höchsten österreichischen Spielklasse. Am 23. Oktober 2010 gegen die SV Ried wurde der Abwehrspieler für den Mazedonier Ilco Naumoski in der 74. Minute eingewechselt. Das Spiel in Ried endete mit einem 3:1-Auswärtserfolg.
Nach der Saison 2010/11 verließ Steiner den SV Mattersburg und wechselte zum SC/ESV Parndorf 1919 in die Regionalliga Ost. Anschließend spielte er unter anderem für den ASV Neufeld und kehrte später zu seinem Jugendverein SC Frauenkirchen zurück, wo er auch im Amateurbereich aktiv blieb. Einen weiteren Einsatz in der Bundesliga hatte Steiner nicht; sein Debüt 2010 gegen die SV Ried blieb sein einziger Auftritt in der höchsten österreichischen Spielklasse.

## Trainerkarriere
Im Jahr 2010 absolvierte Steiner einen Trainerlehrgang des Landesverbandes. Rund zehn Jahre später erhielt er die UEFA-B-Trainerlizenz.
Bereits während seiner Zeit in Mattersburg trat er für einige Jahre als Nachwuchstrainer beim UFC Podersdorf am See in Erscheinung. Von 2018 bis 2019 war er Co-Trainer im Nachwuchsbereich des SC Neusiedl am See. Im Sommer 2022 übernahm er die zweite Mannschaft des SKN St. Pölten mit Spielbetrieb in der viertklassigen 1. Niederösterreichischen Landesliga. Nach der Entlassung des Trainerteams Stephan Helm und Emanuel Pogatetz im Oktober 2023, installierte sich der Sportdirektor Jan Schlaudraff selbst als Interimstrainer und holte Steiner als Co-Trainer der Profimannschaft ins Team. Seine Agenden bei den Junioren übernahm der Bosnier Dalibor Bajić.

## Berufslaufbahn
Vor seiner Rückkehr als Trainer in den Profifußball arbeitete der Magister als Lehrer für Geschichte und politische Bildung (GPB) und Bewegung und Sport – Knaben (BSPK) am Bundesgymnasium und Bundesrealgymnasium Neusiedl am See. Nebenbei war er zeitweilig auch als Analyst beim Pay-TV-Sender Sky Österreich tätig.